# دنیس باودا
دنیس باودا (انگلیسی: Denis Bauda؛ زادهٔ ۲۶ فوریهٔ ۱۹۴۷) بازیکن فوتبال سابق اهل فرانسه است که در پست هافبک بازی می‌کرد.
از باشگاه‌هایی که در آن بازی کرده‌است می‌توان به باشگاه فوتبال پاری سن ژرمن، باشگاه فوتبال باستیا، باشگاه فوتبال متس، و باشگاه فوتبال نانسی اشاره کرد.
وی همچنین در تیم‌های ملی فوتبال زیر ۲۱ سال فرانسه، سیزم، و France national football B team بازی کرده‌است.